# Sergeant York
Sergeant York is een Amerikaanse zwart-wit biografische film uit 1941. De film is gebaseerd op het leven van Alvin York, een van de hoogst gedecoreerde Amerikaanse militairen uit de Eerste Wereldoorlog. In één actie wist York meer dan twintig Duitsers te doden en er ruim honderddertig gevangen te nemen.
Dat de film in 1941 uitkwam was geen toeval: Amerika twijfelde over deelname aan de Tweede Wereldoorlog en filmproducent Jack Warner wilde helpen die twijfel weg te nemen. De film is bedoeld als propagandafilm. Officieel was Amerika neutraal en filmmaatschappijen moesten dat ook zijn. Een maand na de première werd vertoning van de film door het Congres stilgelegd (een van meerdere films die dit ondergingen), om pas na Pearl Harbor terug in de bioscoop te komen.
Het was de succesvolste bioscoopfilm van 1941. Hoofdrolspeler Gary Cooper won een Oscar voor beste acteur, verder won de film een Oscar voor beste montage. In 1993 werd de film opgenomen in de National Film Registry. 

## Rolverderling
| Acteur             | Personage              |
| ------------------ | ---------------------- |
| Gary Cooper        | Alvin C. York          |
| Walter Brennan     | Rosier Pile            |
| Joan Leslie        | Gracie Williams        |
| George Tobias      | "Pusher" Ross,         |
| Stanley Ridges     | Major Buxton           |
| Margaret Wycherly  | moeder York            |
| Ward Bond          | Ike Botkin             |
| Noah Beery Jr.     | Buck Lipscomb          |
| June Lockhart      | Rosie York             |
| Dickie Moore       | George York            |
| Clem Bevans        | Zeke                   |
| Howard Da Silva    | Lem                    |
| Charles Trowbridge | Cordell Hull           |
| Harvey Stephens    | Danforth               |
| David Bruce        | Bert Thomas            |
| Charles Esmond     | Duitse majoor          |
| Joseph Sawyer      | Sergeant Early         |
| Pat Flaherty       | Sergeant Harry Parsons |
| Robert Porterfield | Zeb Andrews            |
| Erville Alderson   | Nate Tomkins           |